# Jan (Rinne)
Jan, imię świeckie Johannes Wilho Rinne (ur. 16 sierpnia 1923 w Turku, zm. 1 lipca 2010) – zwierzchnik Fińskiego Kościoła Prawosławnego.

## Życiorys
Pochodził z rodziny szwedzkojęzycznej. W 1966 uzyskał doktorat na kierunku teologia na Åbo Akademi w 1966. W tym samym roku dokonał konwersji na prawosławie. Rok później w monasterze św. Jana Teologa na wyspie Patmos złożył wieczyste śluby zakonne. Następnie przyjął święcenia diakońskie i kapłańskie i w 1969 został wyświęcony na biskupa Laponii, wikariusza arcybiskupa karelskiego i całej Finlandii. W 1971 na uniwersytecie w Salonikach ukończył studia w zakresie prawa kanonicznego. W 1972 został metropolitą Helsinek. Urząd ten sprawował przez piętnaście lat, do momentu wyboru na zwierzchnika Fińskiego Kościoła Prawosławnego z tytułem arcybiskupa karelskiego i całej Finlandii. W 2001 zrezygnował z godności. Otrzymał wówczas honorowy tytuł arcybiskupa nicejskiego.
Był uważany za eksperta w zakresie prawa kanonicznego, uczestniczył w ruchu ekumenicznym. Był również autorem tekstów teologicznych i tłumaczem. Władał językami francuskim, greckim i angielskim.